# Born Ruffians
Born Ruffians es una banda canadiense de indie rock formada en 2004, originaria de Midland, Ontario, ubicada cerca de Georgian Bay. Actualmente están firmados con Yep Roc Records y Paper Bag Records. Los miembros son Luke Lalonde (guitarra / voz), Mitch DeRosier (bajo), Andy Lloyd (guitarra / teclado) y Steve Hamelin (batería).

## Historia
Born Ruffians se formó originalmente en 2002 bajo el nombre de Mornington Drive, y lanzó un álbum llamado Makeshift Metric Catastrophe. En una entrevista, DeRosier lo describió como completamente casero: "Fue grabado en un CD en el sótano de Steve, el empaque fue cosido por la madre de Steve y creo que Luke pintó las tapas".
Después de renombrarse a sí mismos como Born Ruffians, la banda se mudó de Midland a Toronto en 2004. Después de algunas actuaciones locales y una creciente reputación en línea, la banda firmó con el sello británico de música electrónica Warp Records. Lanzaron su EP debut homónimo en 2006. Fue grabado por Ryan Mills en Little King Studio (ahora Sleepytown Sound). Han recibido una amplia transmisión en CBC Radio 3 con su sencillo debut "This Sentence Will Ruin / Save Your Life", así como una versión del sencillo "Knife" de Grizzly Bear que la banda grabó en vivo en KEXP. En 2007, lanzaron el sencillo "Hummingbird", que se incluyó en su primer álbum Red, Yellow & Blue.
Han viajado con Franz Ferdinand, Caribou, Peter Bjorn y John, Hot Chip, The Hidden Cameras, Tokyo Police Club (con quienes también han interpretado canciones en el escenario) y The Honorary Title.Han viajado con Franz Ferdinand, Caribou, Peter Bjorn y John, Hot Chip, The Hidden Cameras, Tokyo Police Club (con quienes también han interpretado canciones en el escenario) y The Honorary Title. Recorrieron Canadá (principalmente Ontario) a lo largo de abril de 2008, completando la etapa norteamericana de su gira el 26 de abril de 2008, con una fiesta de lanzamiento del álbum en el Palacio de Lee en Toronto. En mayo y junio de 2008, terminaron su gira por el Reino Unido y continuaron viajando por toda Europa.
Recorrieron Canadá (principalmente Ontario) a lo largo de abril de 2008, completando la etapa norteamericana de su gira el 26 de abril de 2008, con una fiesta de lanzamiento del álbum en el Palacio de Lee en Toronto. En mayo y junio de 2008, terminaron su gira por el Reino Unido y continuaron viajando por toda Europa.
Aparecieron en un episodio de la segunda temporada del drama adolescente británico Skins, tocando su canción "Hummingbird" en un club nocturno. La canción también aparece en un anuncio de televisión en el Reino Unido para la campaña "Animal" de Orange Mobile Telecommunications. "Hummingbird" también aparece en un anuncio de automóvil en Australia.
La banda apareció en el episodio siete de la serie cómica de la web, Nirvana the Band the Show, interpretando a sí mismos mientras ensayan con un nuevo miembro de la banda. El 31 de julio de 2009, los Born Ruffians tocaron para Nirvana the Band en The Rivoli para el cierre de su serie web. Las imágenes de este espectáculo se incluirán en el episodio diez.
Recorrieron Australia en enero y febrero de 2009 como parte del Festival de St Jerome's Laneway junto con Girl Talk, Stereolab, Architecture In Helsinki, The Hold Steady, The Drones, Cut Off Your Hands, Four Tet, Tame Impala, El Guincho, Jay Reatard, Buraka Som Sistema Dj / Mc Set, The Temper Trap, No Age y más.
El tema "Red Yellow and Blue" fue nominado en la octava edición de los Premios Anuales de Música Independiente al Álbum Pop / Rock del año.
En 2009 grabaron una versión de dos canciones de Aphex Twin para Warp20 (Recreated), una compilación. El seguimiento de su LP de 2008, "Red, Yellow & Blue", se lanzó el 1 de junio de 2010, titulado Say It. El nuevo álbum fue grabado en Metalworks Studios en Toronto y masterizado en el estudio de Rusty Santos en Brooklyn. El primer sencillo de Say It fue 'What To Say' seguido de 'Nova Leigh' y 'Oh Man'.
En abril de 2011, su sencillo "Little Garçon" apareció en un comercial de American Express, Real Tweets, que incluía versiones editadas de tweets de @activecultures y otros.
El álbum de la banda en 2013, Birthmarks, fue lanzado el 16 de abril a través de Paper Bag Records. The Ruffians pasaron aproximadamente tres años escribiendo en todo el mundo, incluidos varios meses viviendo juntos en una antigua granja en la zona rural de Ontario..
El álbum fue grabado en BoomBox Sound con el productor / ingeniero Roger Leavens y el ingeniero Marcel Ramagnano.
Lalonde reveló exclusivamente en una entrevista con Revue Magazine que ha estado trabajando en un EP acústico de Born Ruffians desde el verano posterior al lanzamiento de Birthmarks. Se espera que contenga versiones alternativas de pistas de Birthmarks. Este EP acústico fue lanzado en el sitio web de la banda, disponible para descarga gratuita. Se lanzaron un total de nueve pistas.
El 2 de octubre de 2015, la banda lanzó su cuarto álbum de estudio, RUFF, que fue elogiado por el nominado al Grammy 2016, Caribou. Snaith comenta que "Born Ruffians es una de esas bandas que tiene algo especial: un carisma especial sobre ellos ... escuchar a Luke invertir la melodía en la canción que está cantando improvisada o la energía en la forma en que reinterpretan las canciones de manera diferente de noche a noche es emocionante ".
Born Ruffians lanzó su quinto álbum de estudio Uncle, Duke & The Chief en 2018, y su sexto álbum de estudio JUICE en 2020.

## Discografía

### Álbumes de estudio
| 2008 | Red, Yellow & Blue      | Warp Records/Paper Bag Records    | CD, vinilo y descarga digital |
| 2010 | Lo dice                 | Warp Records/Paper Bag Records    | CD, vinilo y descarga digital |
| 2013 | Birthmarks              | Yep Roc Records/Paper Bag Records | CD, vinilo y descarga digital |
| 2015 | RUFF                    | Yep Roc Records/Paper Bag Records | CD, vinilo y descarga digital |
| 2018 | Uncle, Duke & The Chief | Yep Roc Records/Paper Bag Records | CD, vinilo y descarga digital |
| 2020 | JUICE                   | Yep Roc Registros                 | CD, vinilo y descarga digital |

### EPs
| Año  | Álbum            | Etiqueta                       | Formato                       |
| ---- | ---------------- | ------------------------------ | ----------------------------- |
| 2006 | Born Ruffians EP | Warp Records                   | CD, Vinilo y Descarga Digital |
| 2010 | Plinky Plonk EP  | Warp Records/Paper Bag Records | CD y Descarga Digital         |
| 2014 | Acústica EP      | Paper Bag Records              | Descarga digital              |

### Sencillos
| Año  | Título                                   | Etiqueta                       | Formato                       | Álbum              | B-Lado(s)                                                                   |
| ---- | ---------------------------------------- | ------------------------------ | ----------------------------- | ------------------ | --------------------------------------------------------------------------- |
| 2006 | "This Sentence Will Ruin/Save Your Life" | Warp Records                   | CD, vinilo y descarga digital | Born Ruffians EP   |                                                                             |
| 2006 | "Piecing It Together"                    | XL Recordings                  | CD, vinilo y descarga digital | Born Ruffians EP   | "Raised Huns"                                                               |
| 2007 | "Hummingbird"                            | Warp Records/Paper Bag Records | CD, vinilo y descarga digital | Red, Yellow & Blue | - "Kurt Vonnegut" - "Knife"                                                 |
| 2008 | "I Need a Life"                          | Warp Records/Paper Bag Records | CD, vinilo y descarga digital | Red, Yellow & Blue | - "So Long, Tadpole" - "Hummingbird" (acústico)                             |
| 2008 | "Little Garçon"                          | Warp Records/Paper Bag Records | CD, vinilo y descarga digital | Red, Yellow & Blue | - "Ready for Bed" - "Hotness Cold" - "Wedding Rings and Midnight Strollers" |
| 2010 | "What to Say                             | Warp Records/Paper Bag Records | CD, vinilo y descarga digital | Say It             | "Plinky Plonky"                                                             |
| 2010 | "Nova-Leigh"                             | Warp Records/Paper Bag Records | CD, vinilo y descarga digital | Say It             | "Like When You"                                                             |
| 2010 | "Oh Man"                                 | Warp Records/Paper Bag Records | CD, vinilo y descarga digital | Say It             |                                                                             |
| 2013 | "Needle"                                 | Warp Records/Paper Bag Records | CD, vinilo y descarga digital | Birthmarks         | "With an Ax"                                                                |
| 2014 | "Slow"                                   | Joyful Registros de ruido      | Vinilo                        | Birthmarks         |                                                                             |